# Milano-Torino 1876
La Milano-Torino 1876, prima storica edizione della corsa, si svolse giovedì 25 maggio 1876 su un percorso di 150 km. La vittoria fu appannaggio dell'italiano Paolo Magretti, che completò il percorso in 10h09'00", precedendo i connazionali Carlo Ricci Gariboldi e Bartolomeo Balbiani.
Questa prima edizione della Milano-Torino è la corsa ciclistica più antica del mondo. I corridori che presero il via da Milano furono 8, mentre coloro che tagliarono il traguardo di Torino, in Corso Giulio Cesare, furono 4.

## Ordine d'arrivo (Top 4)
| Pos. | Corridore             | Squadra | Tempo      |
| ---- | --------------------- | ------- | ---------- |
| 1    | Paolo Magretti        | -       | 10h09'00"  |
| 2    | Carlo Ricci Gariboldi | -       | a 1h15'00" |
| 3    | Bartolomeo Balbiani   | -       | a 1h21'00" |
| 4    | Luigi Greco           | -       | a 1h27'00" |